# توفيق السيف
الدكتور توفيق السيف مفكر وباحث ديني وسياسي ومؤلف سعودي مهتم بقضايا التنمية السياسية. ولد في القطيف في 11 يناير 1959م وهو عضو في مركز دراسات الوحدة العربية في بيروت وكذلك عضو في منظمة العفو الدولية في لندن. ساهم في العديد من الدورات العلمية في الفلسفة والاقتصاد وعلوم الإدارة وحقوق الإنسان والعديد من الدورات في القانون.

## المؤهلات
1- ماجستير الفلسفة في العلوم الإسلامية من الجامعة الإسلامية العالمية في بريطانيا.
2- دكتوراه العلوم السياسية من جامعة وست مينيستر في بريطانيا.

## مؤلفات
1. هوامش نقدية على واقعنا الثقافي.
2. البترول والسياسة في المملكة العربية السعودية.
3. ضد الاستبداد – دراسة في رسالة فقهية عن النظام الدستوري. 1999.
4. الإسلام في ساحة السياسة. 2000.
5. نظرية السلطة في الفقه الشيعي: نقد لنظرية ولاية الفقيه. 2002.
6. الحداثة كحاجة دينية. 2006.
7. الديمقراطية في بلد مسلم. 2007.
8. حدود الديمقراطية الدينية. 2008.
9. رجل السياسة: دليل في الحكم الرشيد. 2011.
10. سجالات الدين والتغيير في المجتمع السعودي. 2015.
11. عصر التحولات. 2016.
12. الفلسفة السياسية : تمهيد موجز جداً [ترجمة] تأليف: ديفيد ميلر. 2021.[2]

## المشاركات الإعلامية
- يكتب مقالاً أسبوعياً في جريدة الشرق الأوسط.[3]
- مقال أسبوعي في جريدة عكاظ السعودية.
- مقال أسبوعي في جريدة الأيام البحرينية.
- كتب في جريدة الرياض السعودية، وجريدة الرأي العام الكويتية، وجريدة اليوم (السعودية). وجريدة الاقتصادية السعودية.[4]
- العديد من المقابلات التلفزيونية في الحوارات الفكرية والدينية والسياسية.

## وصلات خارجية
- المدونة
- تويتر
- فيسبوك  على فيسبوك.